# Ivan Šagin
Ivan Michajlovič Šagin (rusky Иван Михайлович Шагин) (1904 v regionu Ivanovo — 1982) byl sovětský novinářský fotograf, odborník na barevnou fotografii. Stál u počátků moderní fotožurnalistiky ve dvacátých a třicátých letech v bývalém SSSR. Společně s fotografy jako byli Max Alpert, Alexandr Rodčenko, Arkadij Šajchet, Boris Ignatovič nebo Georgij Petrusov se stali nástrojem programové, centrálně řízené a didakticky zaměřené propagandy.

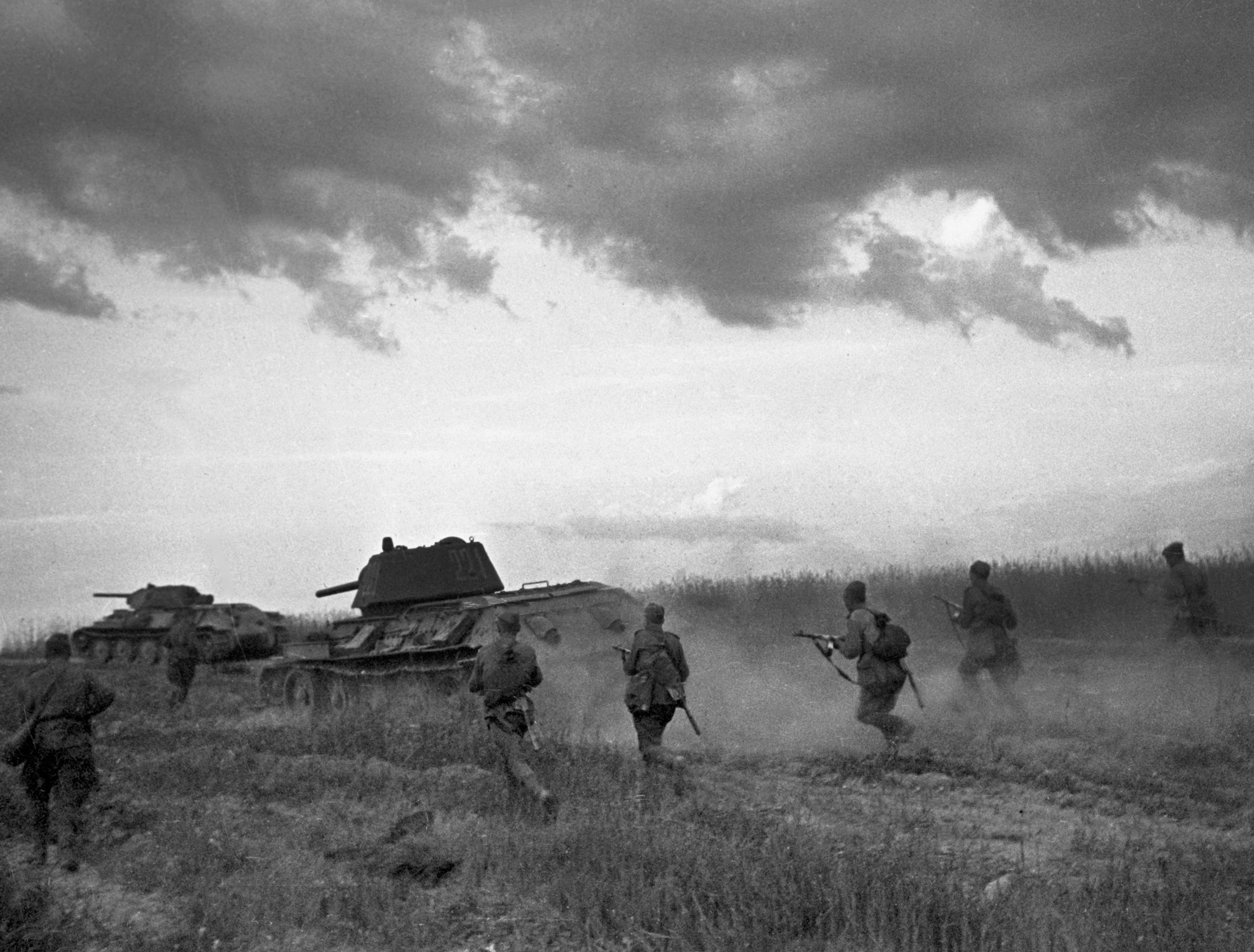
Ivan Šagin: Rudá armáda při útoku poblíž osady Brjansk

## Život a dílo
Narodil se v roce 1904 v regionu Ivanovo. Ve třicátých letech začal fotografovat pro noviny Komsomolskaja pravda. Dokumentoval průmysl, zemědělství, sport, každodenní život, sovětskou mládež a Rudou armádu. Působil v redakci sovětského magazínu SSSR na strojke, který vycházel ve čtyřech jazykových mutacích v letech 1930 - 1941. Ve své době měl tento časopis nezanedbatelné místo v historii fotožurnalistiky za svůj významný přínos v publikování obrazových zpráv.
Během Velké vlastenecké války pracoval jako fotožurnalista, fotografoval od prvního až do posledního dne od vyhlášení německého útoku na Sovětský svaz a v nepřátelském týlu před podepsáním kapitulace v Berlíně v květnu 1945.
Po válce pokračoval v práci v Komsomolskaja Pravda. Jeho práce byly otiskovány v časopisech Ogoňok a Směna. V padesátých a šedesátých letech byl jedním z odborníků na barevnou fotografii.
Byla mu také udělena medaile SSSR.

## Galerie

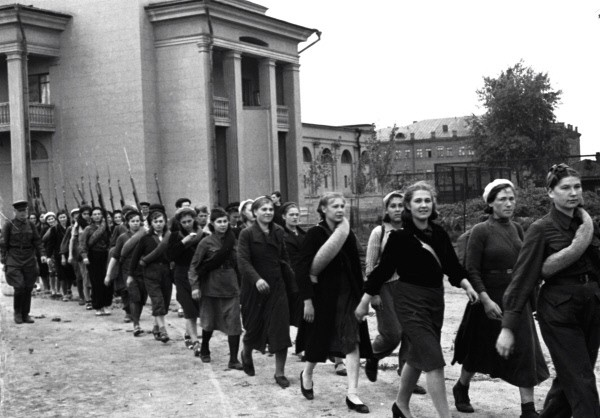
Vojáci Vsjevobuče[4] pochodují Moskvou, na pozadí stadión Avtomobilist, 1. září 1941
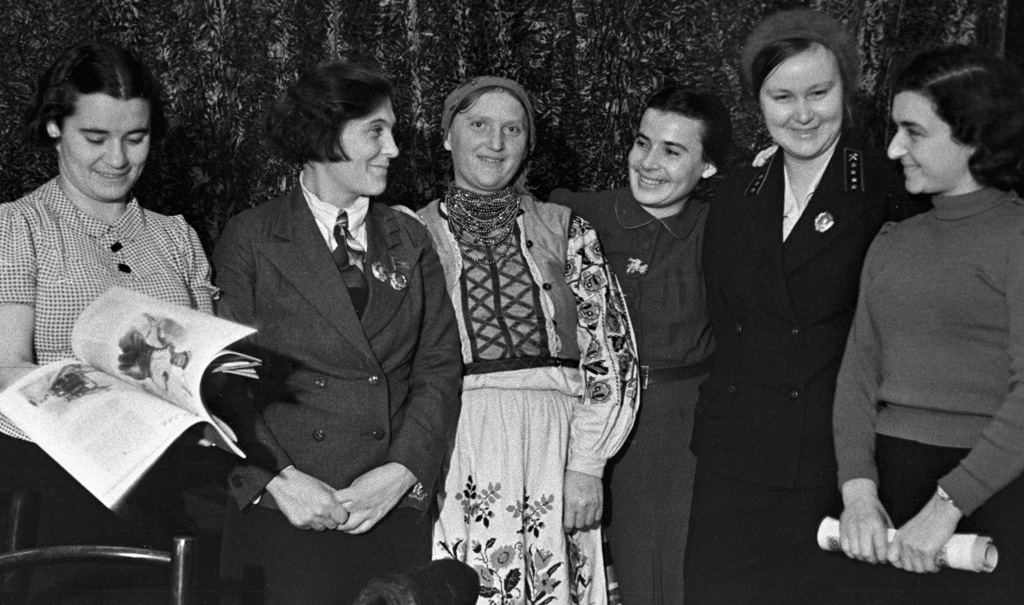
Paša Angelina, známá traktoristka (2 zleva) při přestávce zasedání Komunistické strany mladých, Moskva, 14. července 1936
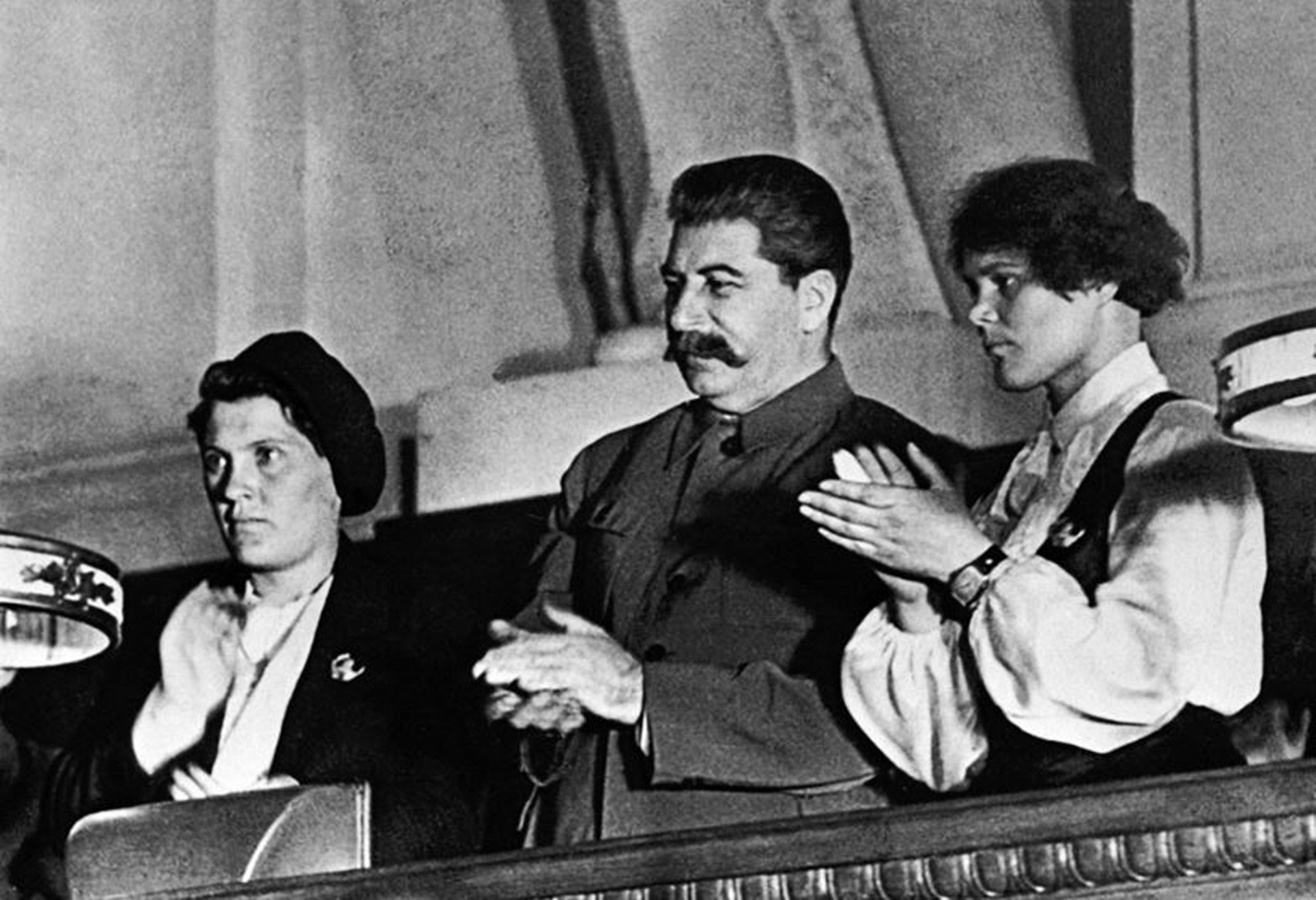
Stalin a známé kolchoznice Demčenko a Angelina během X. sjezdu Komunistické strany mladých, 18. dubna 1936
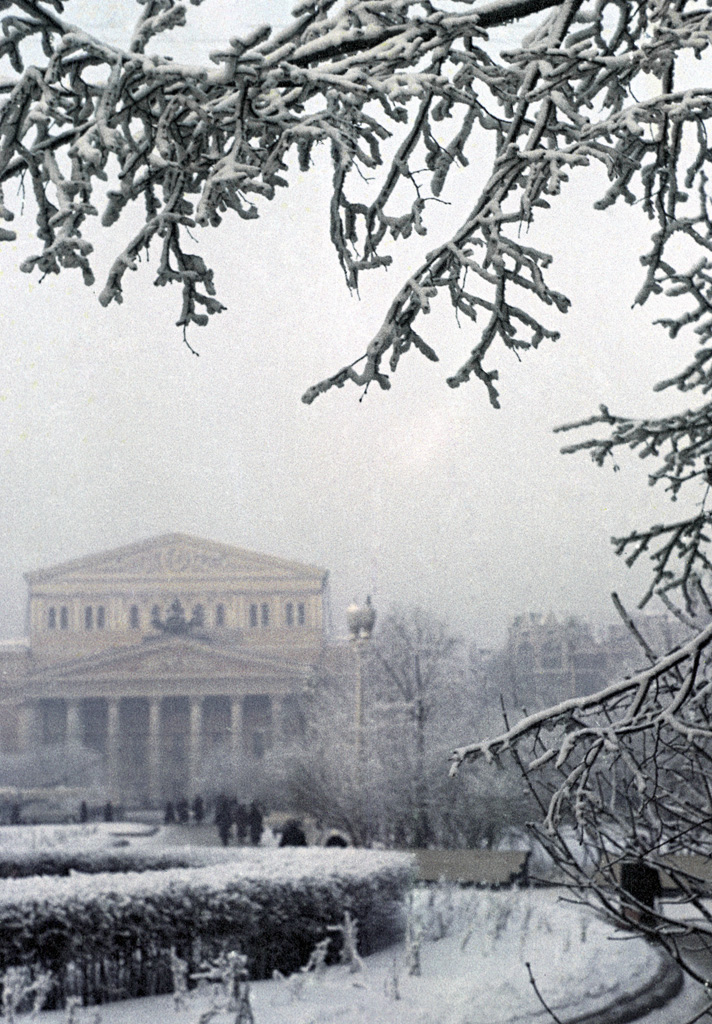
Zima na Divadelním náměstí v Moskvě, Bolšoj těatr, 9. prosince 1961